# Estação Ferroviária de Castelo Branco
A Estação Ferroviária de Castelo Branco, primitivamente conhecida como Castello Branco, é uma interface de caminhos de ferro da Linha da Beira Baixa, que serve a localidade de Castelo Branco, em Portugal. Foi inaugurada em 5 de Setembro de 1891.

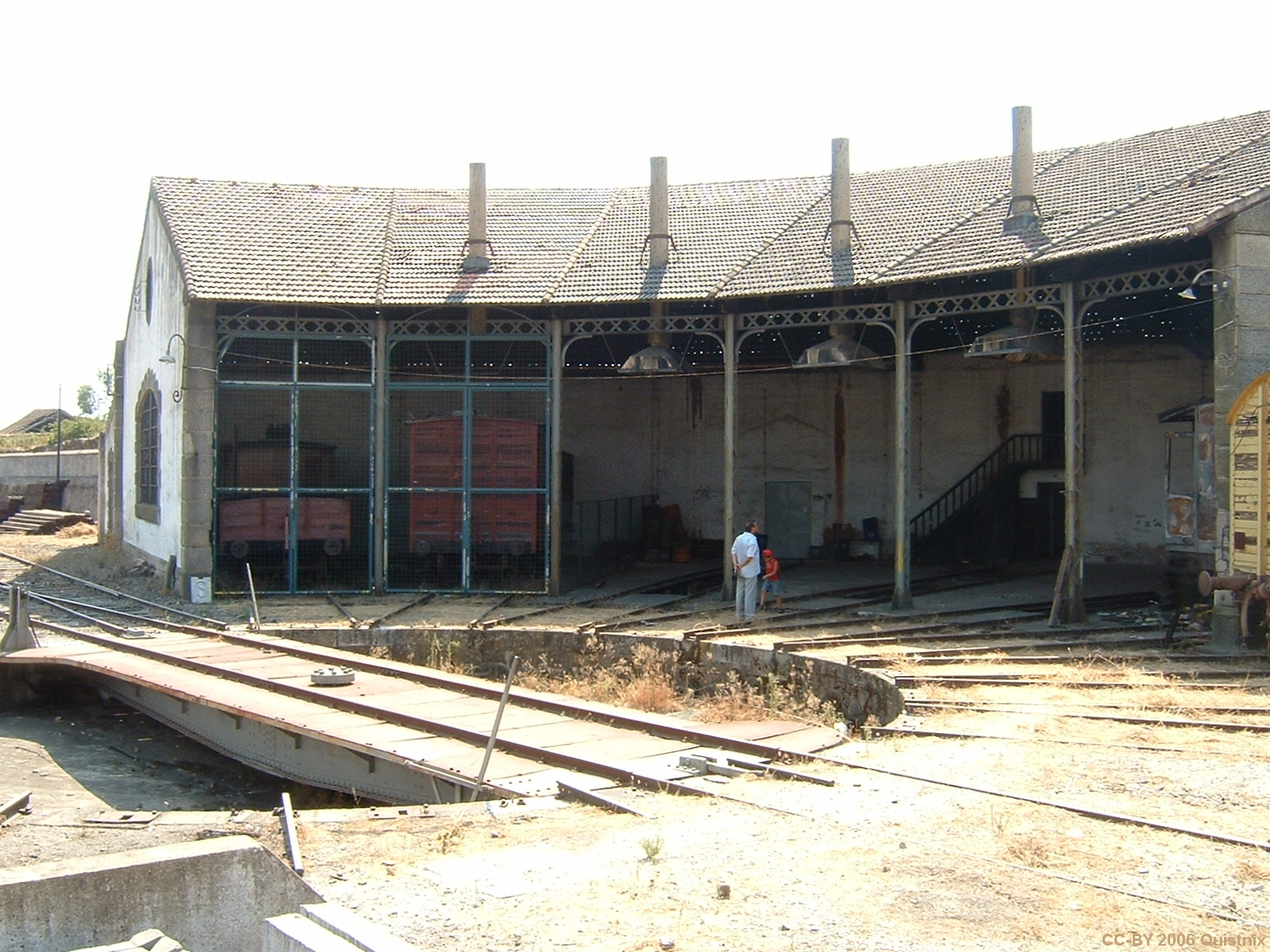
Antiga casa redonda da Estação de Castelo Branco, em 2006

## Descrição

### Localização e acessos
A Estação situa-se em frente à Praça Rei D. Carlos, na localidade de Castelo Branco.  A estação situa-se na zona da Devesa, junto ao centro da cidade.

### Infraestrutura
Em Janeiro de 2011, possuía 3 vias de circulação, com 489, 400 e 306 m de comprimento; as duas plataformas tinham ambas 236 m de extensão, tendo uma 40 cm de altura, e a outra, 70 cm.

### Serviços
A estação de Castelo Branco é utilizada por serviços Regionais e InterCidades da empresa Comboios de Portugal.

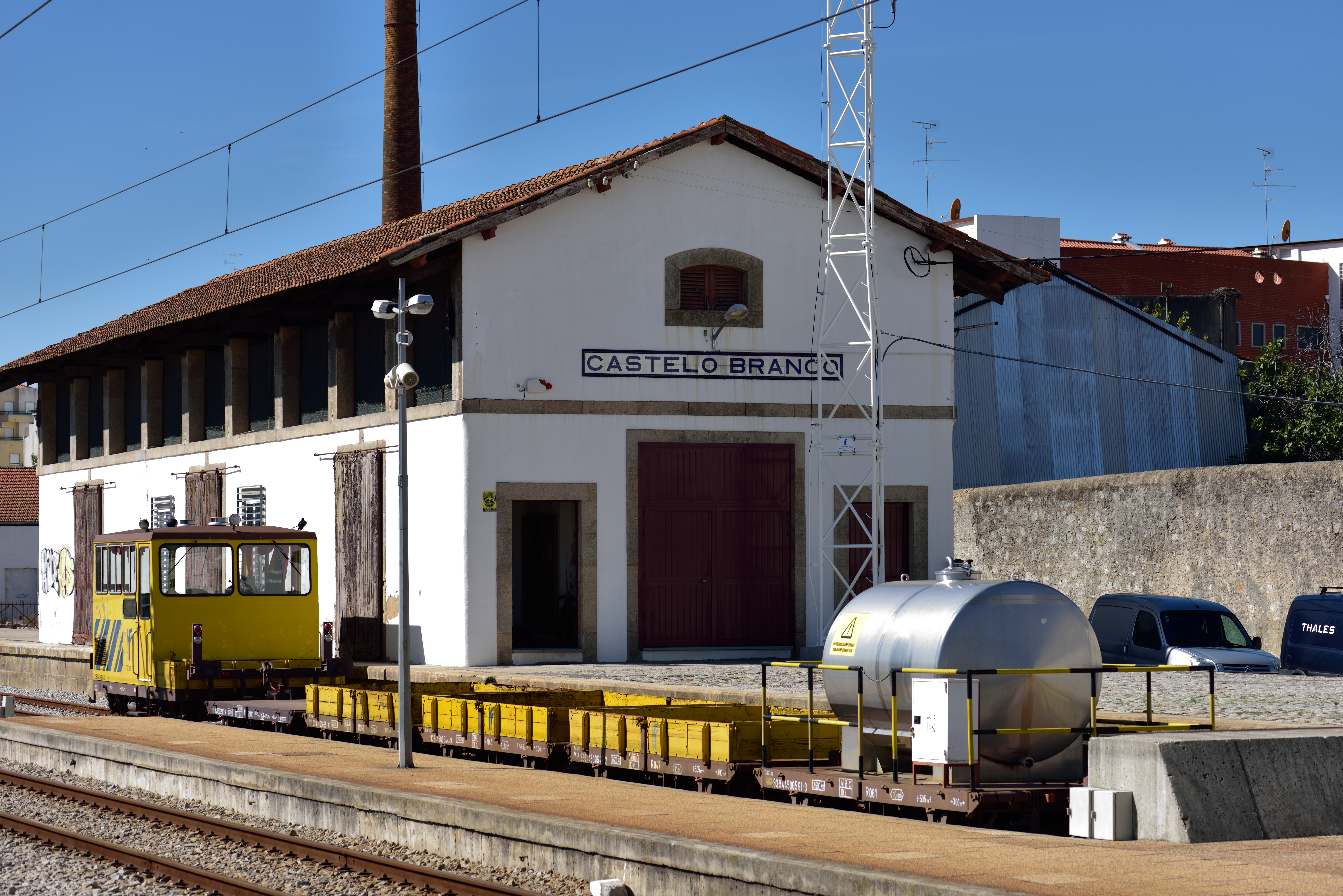
Draisine na Estação Ferroviária de Castelo Branco (22444349382)

## História

### Antecedentes
No século XIX, o concelho de Castelo Branco tinha grandes dificuldades nas suas comunicações, que impediam o seu desenvolvimento comercial e agrícola. O principal meio de transporte era a navegação fluvial ao longo do Rio Tejo, que no Inverno era perigosa, enquanto que no Verão era impossível. A rede viária estava em mau estado, sendo a principal via terrestre a estrada real entre Abrantes e Castelo Branco. Esta situação começou a mudar a partir da segunda metade do Século, com introdução de novas tecnologias de comunicações em Castelo Branco, como os caminhos de ferro, e as redes telegráficas e telefónicas. No entanto, o Distrito de Castelo Branco ainda foi um dos últimos em Portugal onde foram construídas estradas macadamizadas.

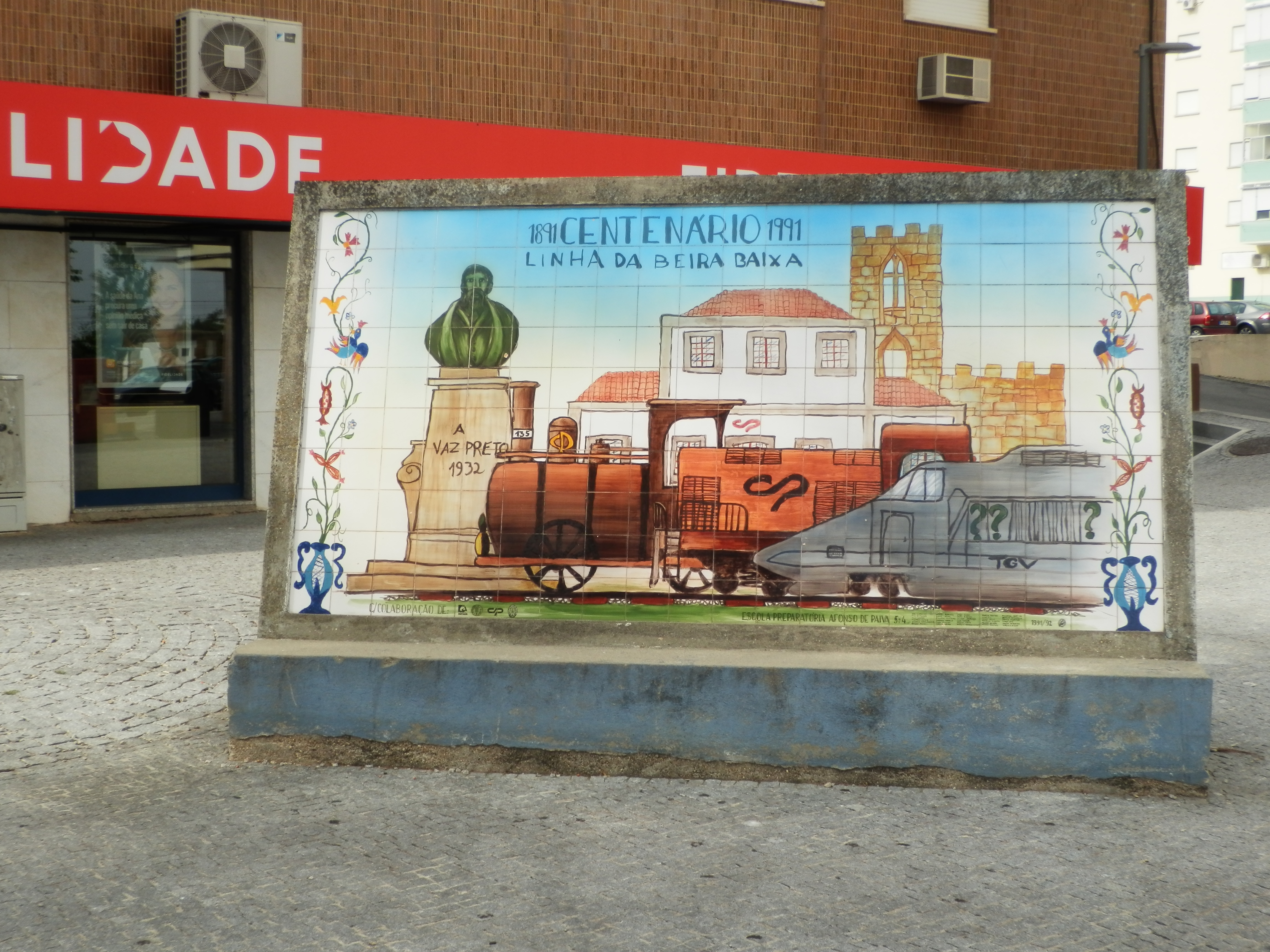
Placa comemorativa do centenário da Linha da Beira Baixa, em 1991

### Planeamento, construção e inauguração
Durante a pasta de Hintze Ribeiro nas Obras Públicas, foi aberto o concurso para a construção da Linha da Beira Baixa, de Abrantes à Guarda, passando por Castelo Branco, Fundão e Covilhã.
O lanço entre Abrantes e Covilhã da Linha da Beira Baixa que começou a ser construído nos finais de 1885. No entanto, as obras avançavam de forma lenta, e só em 1888 é que a via férrea chegou às proximidades de Castelo Branco. Nessa altura, iniciou-se a discussão sobre o local onde deveria ser construída a estação, tendo-se decidido que ficaria na propriedade de António Ribeiro de Paiva Morão, na zona da Carapalha. O caminho de ferro chegou a Castelo Branco em 14 de Julho de 1889, tendo sido organizada uma cerimónia de inauguração em Setembro desse ano, com a presença dos reis D. Carlos e D. Amélia. Na cerimónia também estiveram presentes as principais personalidades de Castelo Branco, incluindo Manuel Vaz Preto Geraldes, que tinha sido celebrizado pela imprensa local como um dos principais impulsionadores do caminho de ferro até Castelo Branco.
O lanço de Abrantes até à Covilhã foi inaugurado entre 5 e 6 de Setembro de 1891, tendo sido organizado um comboio especial para o transporte do casal real e dos outros convidados, que parou em Castelo Branco no dia 5. Seguiu-se um passeio pela cidade, um jantar de gala, um Te Deum na Sé, e um espectáculo de fogos de artifício. O casal real ficou alojado durante a noite no edifício do Governo Civil, tendo o comboio inaugural prosseguido a sua viagem para a Covilhã no dia seguinte. O troço de Abrantes até à Covilhã entrou oficialmente ao serviço no dia 6.
Após a inauguração, o correio começou desde logo a ser transportado por caminho de ferro.

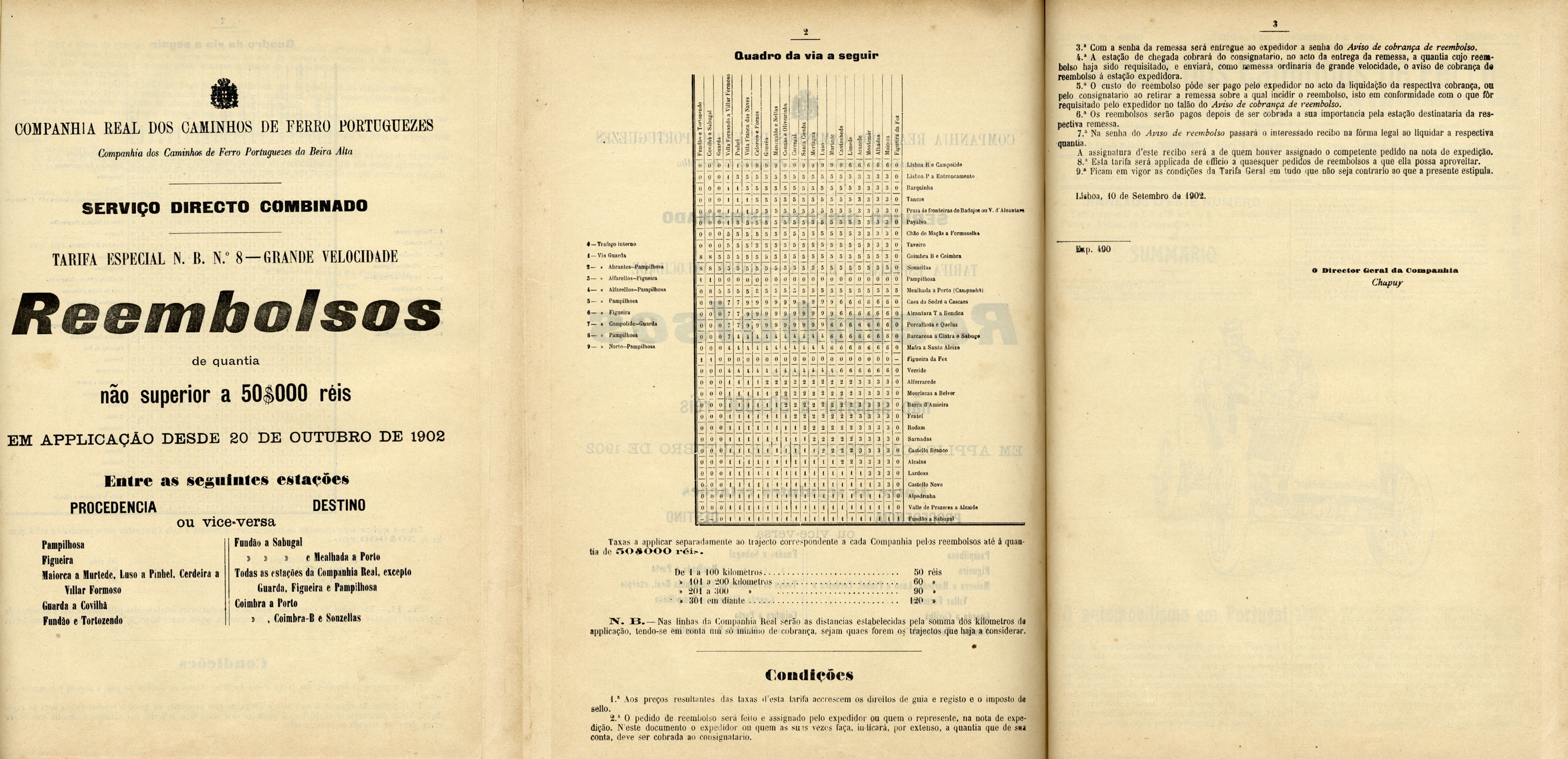
Anúncio de 1902, onde esta interface surge com a denominação original, Castello Branco

### Século XX
Em 1913, a estação de Castelo Branco estava ligada à cidade por carreiras de diligências, que também iam até Sarzedas, Sobreira Formosa, Proença-a-Nova, Sertã, Escalos, Ladoeiro, Zebreira e Salvaterra do Extremo.
Durante a fase de estudos para a revisão do plano da rede ferroviária, iniciada em 1927, foi proposta a construção de uma linha, de via larga, de Castelo Branco até à fronteira, passando por Idanha-a-Nova. No entanto, este alvitre enfrentou a resistência das autoridades militares, tendo sido substituído pelo projecto da Linha da Sertã, de via estreita, de Nazaré a Idanha-a-Nova, passando por Castelo Branco. O Plano Geral da Rede Ferroviária foi publicado no Decreto n.º 18:190, de 28 de Março de 1930,
Um diploma do Ministério das Obras Públicas e Comunicações de 29 de Abril de 1936 aprovou o projecto de ampliação da estação de Castelo Branco, que consistiu na modificação das vias e na construção de novos cais e edifícios, tendo para esse fim expropriado uma parcela de terreno entre os quilómetros 93,453.80 e 93,570.70 da Linha da Beira Baixa.

### Electrificação
Em 2005, foi inaugurada a tracção eléctrica na Linha da Beira Baixa até Castelo Branco.